# Gina Sigstad
Gina Sigstad, norveška smučarska tekačica, * 16. september 1927.
Leta 1952 je na zimskih olimpijskih igrah v Oslu za Norveško dosegla deseto mesto v teku na 10 kilometrov.